# Haiger
Haiger – miasto w Niemczech, w kraju związkowym Hesja, w rejencji Gießen, w powiecie Lahn-Dill.

## Współpraca
Miejscowości partnerskie:
- Montville, Francja
- Plombières-lès-Dijon, Francja
- Wolfsberg, Turyngia